# Piper eustylum
Piper eustylum är en pepparväxtart som beskrevs av Friedrich Ludwig Diels. Piper eustylum ingår i släktet Piper och familjen pepparväxter. Inga underarter finns listade i Catalogue of Life.